# Ferrocarril de Dundee y Newtyle
El Ferrocarril de Dundee y Newtyle (en inglés, Dundee and Newtyle Railway, abreviado como DNR) se inauguró en 1831 y fue la primera vía férrea en el norte de Escocia. Se construyó para transportar mercancías entre Dundee y la zona fértil conocida como Strathmore. El recorrido implicaba cruzar el relieve de las Sidlaw Hills, lo que se logró con tres planos inclinados remontados utilizando sogas. Newtyle era simplemente una cabecera del ferrocarril remota, y no se lograron los volúmenes de tráfico previstos. Además, los planos inclinados se tradujeron en altos costos operativos y el ferrocarril nunca generó ganancias.
En respuesta a las críticas a la elección de la aislada estación de Newtyle, se construyeron dos ferrocarriles más. Ambos eran nominalmente independientes, pero a efectos prácticos eran ramas de la línea de Dundee. Las líneas eran el "Ferrocarril de Newtyle y Coupar Angus" y el "Ferrocarril de Newtyle y Glammiss", que se abrieron en 1837-1838. La extensión de las líneas no transformó las finanzas del ferrocarril principal, pero cuando el Ferrocarril Midland Junction Escocés quiso construir una línea principal entre Perth y Forfar, adoptó las líneas y las mejoró, incorporándolas a la ruta de la nueva línea principal.
El Ferrocarril de Dundee y Newtyle fue asumido por el Ferrocarril de Dundee y Perth y las limitantes rampas de los planos inclinados fueron rodeadas mediante rutas tortuosas aunque más fáciles de nivelar en el período de 1860 a 1868. No obstante, la actividad de la línea disminuyó progresivamente, y se cerró a los pasajeros en 1955. Coupar Angus y Glammis (Glamis) continuaron como parte de la línea principal de Forfar, que a su vez se cerró en 1967.

## Historia

### Concepción
En las primeras décadas del siglo XIX, Dundee se había establecido como un importante puerto y ciudad industrial. Pero la topografía del área presentó un desafío para obtener acceso al interior agrícola. 
Strathmore se sitúa sobre una llanura amplia y fértil que corre de noreste a suroeste, siguiendo el Dean Water y el río Isla, que fluye hacia el río Tay. La tierra montañosa se encuentra inmediatamente detrás de Dundee, y una serie de colinas empinadas e improductivas, conocidas como Sidlaws, representan una segunda barrera que separa Dundee de Strathmore.
La necesidad de conexión provenía de ambos lados: Dundee necesitaba acceso a Strathmore para procesar sus productos de yute y cáñamo (el lino se importaba de los estados bálticos en una escala incomparable en cualquier lugar de Escocia), y la agricultura de Strathmore necesitaba acceso a un puerto marítimo, que no tenía que ser necesariamente Dundee, y ese hecho motivó al Concejo del Burgo de Dundee a considerar la construcción de un enlace de transporte.
En 1817 se propuso construir un canal, pero en 1825 se optó por una idea más realista, cuando el Ayuntamiento de Dundee decidió financiar un estudio para trazar un ferrocarril. Los trabajos topográficos se encargaron a Charles Landale (quien posteriormente fue descrito como "un boticario" por el general Pasley). Landale propuso una ruta que pasaba por una brecha existente entre las colinas formadas por el Glack de Newtyle; la cima de la ruta debía estar a la cota de 532 pies (162,2 m) sobre el nivel del mar. Las locomotoras todavía eran primitivas e ineficaces en esta fecha tan temprana, y la ruta de Landale incluía tres planos inclinados que debían ser remontados usando sogas: una primera rampa (la Pendiente de Law) subía inmediatamente desde la terminal de Dundee para acceder a una sección nivelada; una segunda subida (la Pendiente de Balbeuchly) daba paso a otra sección a nivel; y un tercer plano inclinado (la Pendiente de Hatton) que descendía a Newtyle. Curiosamente, no había ninguna comunidad en Newtyle en ese momento, y la ubicación elegida servía simplemente de cabecera del ferrocarril. Además, la terminal de Dundee no estaba cerca ni del puerto ni del paseo marítimo.
Se presentó un Proyecto de Ley Parlamentario para la Línea (promulgado el 26 de mayo de 1826), dando origen al primer ferrocarril del norte de Escocia.

### Construcción

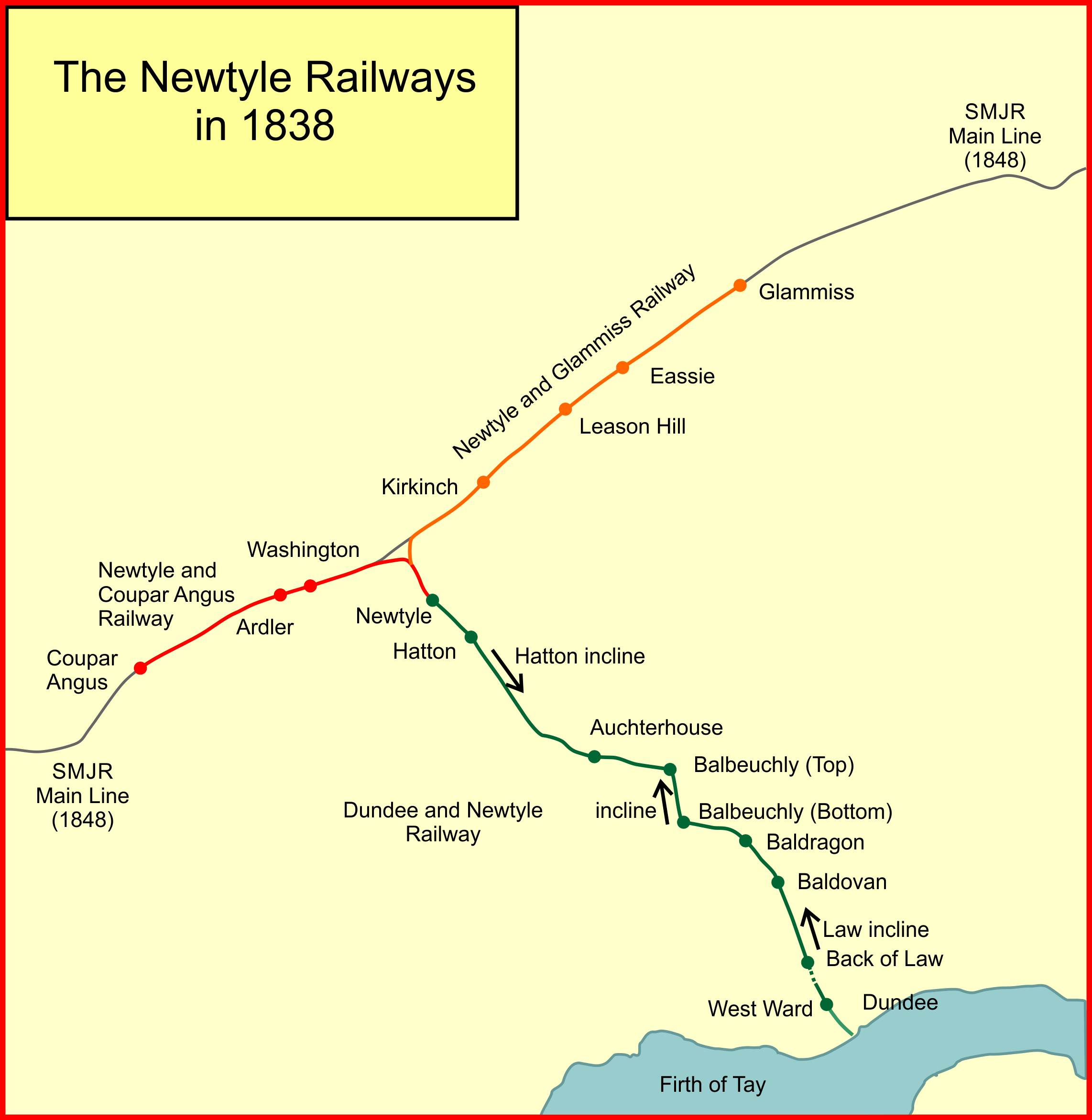
Mapa esquemático de las líneas del Newtyle en 1838

La línea se construyó con rieles de vientre de pez sobre bloques de piedra, con el raro ancho de vía de 4 pies 6,5 plg (1384 mm). Los rieles eran bastante ligeros, con una dotación de 28 libras por pie (41,67 kg/m). Se emitieron 600 acciones de 50 libras cada una, es decir, 30.000 libras esterlinas, con préstamos autorizados hasta otras 10.000 libras. La emisión se cubrió rápidamente. El costo estimado de la línea sería de 25.600 libras, incluidas 3700 libras para el suministro de las tres máquinas de vapor estacionarias para las pendientes, pero excluyendo el costo de la adquisición de tierras.
El túnel en Dundee bajo el flanco este de la rampa de The Law parece que se agregó como una ocurrencia tardía, y las difíciles condiciones de construcción del túnel resultaron costosas; además, la adquisición de tierras era considerablemente más cara de lo que se había previsto. El Túnel de "The Law" se completó el 21 de enero de 1829, pero a finales de año se informó que las obras estaban paralizadas en su conjunto. Landale fue despedido del servicio de la empresa, en medio de críticas relativas a que no logró controlar adecuadamente a los contratistas, y de que las estimaciones se habían superado considerablemente. La empresa había agotado todo su capital y, en medio de un ambiente cada vez más hostil, decidió solicitar autorización para reunir capital adicional y para obtener poderes de préstamo, que fueron otorgados por la Ley del 29 de mayo de 1830: 10.000 libras en acciones adicionales y otras 20.000 en préstamos. La Ley también otorgó poderes para extender la línea en Dundee hasta el paseo marítimo, "a través de las calles", y "los fondos adicionales permitieron completar la línea".
La terminal de Dundee estaba en Ward Road, en el lado norte de la ciudad, y desde allí el trazado ascendía inmediatamente el plano inclinado de The Law Hill con una pendiente de 1 en 10 (10%) a lo largo de 1060 yardas (969 m). Una vez en la parte superior, entraba en el túnel de Law, de aproximadamente 330 yardas (302 m) de largo y que tenía un ancho de 10 pies (3,05 m) y una altura de 10 pies 2 pulgadas (3,10 m). Había una sección de rampas suaves de 4,75 millas (7,6 km) de largo, después de la cual aparecía el plano inclinado de Balbeuchly, con una pendiente de 1 en 25 en (4%) a lo largo de 1700 yardas (1554 m). Seguía una sección a nivel adicional, también de 4,75 millas (7,6 km) hasta Hatton. Finalmente, el último plano inclinado descendía hacia Newtyle con una pendiente de 1 en 13 (7,7%) a lo largo de 1000 yardas (914 m).
El ancho de vía fue de 4 pies 6,5 plg (1384 mm) y se utilizaron rieles de vientre de pez, de 28 a 35 libras por yarda (13,9 a 17,4 kg/m) sobre bloques de piedra.
Las pendientes eran todas rectas; la rampa de "The Law" se acondicionó con tres rieles en la parte superior, cuatro en el tramo central y dos en el extremo inferior. Para remontar los vagones, se disponía de un motor de vapor estacionario de alta presión de 40 HP (29,8 kW). La rampa de Balbeuchly tenía una sola vía y funcionaba con un motor de condensación de 20 HP (14,9 kW); y la rampa de Hatton también tenía una sola vía y disponía de un motor similar.
Un anuncio en un periódico decía que la línea había sido abierta al tráfico el 16 de diciembre de 1831, pero esto solo era cierto para los tramos a nivel superiores, sin incluir las pendientes de The Law y Hatton. Se informó que la extensión total de la línea estuvo operativa desde el 3 de abril de 1832, mes en el que se transportaron 2645 pasajeros.

### La línea en funcionamiento
Las estimaciones originales de la línea habían supuesto un tráfico de mercancías dominante sobre el de pasajeros, aproximadamente equilibrado desde Dundee y hacia Dundee. Pero en la práctica, el tráfico de pasajeros se volvió notablemente dinámico, a pesar de la falta de atracción de la zona de Newtyle. La empresa introdujo distintos tipos de abonos de temporada y tarifas para trabajadores que transportaban a esquiladores de ovejas a precios económicos, así como a excursionistas. Se decía que los vagones de pasajeros originales eran antiguos carruajes montados sobre ejes ferroviarios. Los pasajeros "de afuera" viajaban en el techo de los vagones. De hecho, Marshall afirma que dos viejos carruajes "Tally-Ho" que habían estado operando en el camino de Perth, habían sido fijados a un chasis de vagón.
Whishaw describió los vagones de manera diferente: había vagones de primera clase y vagones mixtos; estos últimos "se asemejaban a un carruaje ordinario, con la adición de un compartimiento completamente abierto tanto por delante como por detrás; el compartimiento del medio, que tiene capacidad para cuatro pasajeros, se llama primera clase extra; y cada uno de los compartimentos abiertos tiene capacidad para ocho pasajeros; en total veinte." Había alrededor de 100 vagones.
Se disponía de un sofisticado sistema de señalización en las rampas: se fijó una pizarra blanca con un centro negro al pie del plano inclinado de "The Law", que se giraba hacia la casa de máquinas (en la cabecera de la rampa) cinco minutos antes de la hora de salida. El operador del motor tenía que esperar a que se girara la tabla antes de comenzar el ascenso. Se hacía sonar una campana en caso de niebla y se usaron luces rojas y blancas por la noche.
Las estaciones eran instalaciones muy toscas, y en estos primeros días eran comparables a los lugares en los que las diligencias podían recoger y depositar viajeros. Estaban localizadas en:
- Estación de Ward, Dundee;
- Adyacente a la parte trasera de Law, más tarde conocida como Cross Roads;
- Junto a Flour Mill, St Mary's Road, más tarde conocida como Baldovan;
- Junto a Baldragon;
- Pie del plano inclinado de Balbeuchly;
- Parte superior del plano inclinado de Balbeuchly;
- Junto a Auchterhouse;
- Depósito de Newtyle.[8]

El servicio consistía en trenes mixtos que salían tanto de Dundee como de Newtyle a las 8.00 aM, 10.00 aM y a las 4.00 pM, con un servicio de mercancías adicional a las 13.00 horas.
Evidentemente, la empresa no estaba contenta con el estado de la ingeniería de su línea, y en 1832 encargó al ingeniero Nicholas Wood que la revisara. Pero en general aprobó la situación, y solo comentó que la tracción de los caballos debería continuar "hasta que el tráfico esté más desarrollado", y que "esperaba con expectación la pronta extensión de la línea en ambos extremos, especialmente en Dundee". Este comentario se refería a la autorización de 1830 para extender la línea al puerto de Dundee; aunque de hecho no se acometió hasta 1836. Sin embargo recomendó subcontratar la dirección de la operación de la línea, una clara crítica a cómo se estaba gestionando.

### Tracción
Inicialmente se utilizó tracción de caballos en las secciones más niveladas localizadas entre los planos inclinados. A partir de septiembre de 1833 se introdujeron locomotoras de vapor: la nº 1, "Conde de Airlie" y la nº 2, "Lord Wharncliffe", entregadas (el 20 y el 25 de septiembre respectivamente) por el constructor J and C Carmichael de Dundee. Tenían una disposición de ruedas 0-2-4, con cilindros verticales de acción simple que impulsaban las ruedas delanteras a través de manivelas de campana. Las cuatro ruedas traseras iban montadas en un bogie, en una aplicación temprana de esta disposición de ejes. Una tercera locomotora, la nº 3, apodada "Trotter", se recibió de los talleres de James Stirling and Co el 3 de marzo de 1834. Era similar a las máquinas anteriores, pero un poco más pequeña. Una cuarta máquina, denominada "John Bull", fue adquirida a Robert Stephenson & Co en abril de 1836. Era una 0-4-0 del tipo "Planet". Las cuatro locomotoras costaron en total alrededor de 3300 libras esterlinas.
La primera locomotora, "Conde de Airlie", entró en servicio el 29 de septiembre de 1833 en la sección a nivel situada por debajo del plano inclinado de Balbeuchly.
La introducción de locomotoras y, por lo tanto, de velocidades algo más rápidas, mostró entonces las deficiencias de la ingeniería de la línea. Los trenes de pasajeros alcanzaban un promedio de 15 mph (24 km/h).

### Desarrollo del Newtyle
A principios de 1832 Lord Wharncliffe, como propietario del pequeño asentamiento de Newtyle, ofreció un premio al mejor plan de desarrollo de una aldea en ese lugar. George Matthewson de Dundee ganó el premio y su plan se puso en práctica entre 1832 y 1838, agrandando un poco la comunidad y proporcionando al asentamiento carreteras, drenaje y suministro de agua. Sin embargo, la expansión no afectó materialmente a los ingresos del ferrocarril.

### Acceso al puerto
La línea original tenía su terminal de Dundee en Ward, a una distancia considerable del puerto, el principal origen de gran parte de su tráfico de mercancías. En 1834 se prepararon planes definitivos para una ampliación del puerto; autorizada en principio por la Ley original. El burgo estaba mejorando sus instalaciones portuarias en ese momento y deseaba fomentar el acceso ferroviario, por lo que acordó la extensión de la línea férrea a través de las calles: el trazado debía pasar por Lindsay Street, cruzar Nethegate hasta Yeaman Shire, y luego girar hacia el este para llegar al puerto de Dundee, donde se conectaría con sus líneas ferroviarias internas. Debía presentar pendientes pronunciadas: hasta 1 en 24 (4,1%) y la tracción de los caballos solo era capaz de mover dos vagones a la vez. La extensión se completó en febrero de 1837. La sección de Yeaman Shore se trasladó de la calle a la propiedad ferroviaria en 1847.

### Dificultades financieras
La construcción de la línea no se había ejecutado correctamente y los costos de mantenimiento eran considerables. Además, los tres motores de vapor estacionarios eran costosos de operar. La escasez de capital en el momento de la construcción de la línea había dado lugar a que se solicitaran cuantiosos préstamos. El tráfico agrícola de Strathmore no se había desarrollado tanto como se había previsto, por lo que los menores ingresos y la carga semanal de los gastos constituían un grave problema. Los gastos operativos fueron altos, del orden del 83% de los ingresos brutos; de forma que cada tren requería cinco locomotoras: las tres locomotoras estacionarias y dos en las secciones a nivel. Los gastos dejaron fondos insuficientes para pagar la deuda del préstamo.
La compañía obtuvo una nueva ley del Parlamento en julio de 1836 para emitir otras 2000 acciones de 50 libras esterlinas, lo que generaría 100.000 libras de nuevo capital. En el caso de que los inversores no estuvieran dispuestos a comprar acciones de una empresa con pérdidas, y las acciones solo podrían asignarse con un descuento del 40%; de hecho, muchas acciones se asignaron a los acreedores.

### Nuevos ferrocarriles de Newtyle
La línea de Dundee y Newtyle conectaba Dundee con Strathmore, pero terminaba allí en un lugar desierto. Recoría el difícil terreno que cruzaba las colinas de Sidlaw, pero no logró llegar a ningún asentamiento. Dentro de Strathmore, la construcción de ferrocarriles sería fácil, y en 1835 se autorizó a dos pequeñas empresas a construir en el exterior de Newtyle. El "Ferrocarril de Newtyle and Coupar Angus" fue autorizado el 21 de julio de 1835 y el Ferrocarril de Newtyle y Glammiss se autorizó el 30 de julio de 1835 (Glammiss se escribe hoy en día como "Glamis").
Los ferrocarriles debían construir una línea conjunta desde la estación de Dundee y Newtyle en Newtyle hacia el norte y luego divergir; la línea de Coupar Angus luego corría de oeste a suroeste hasta esa ciudad, abriéndose en febrero de 1837. La línea de Glammiss por su parte corría de este a noreste; abrió al tráfico de mercancías en 1837 y a los pasajeros el 4 de junio de 1838. La línea desde la estación de Newtyle hasta el punto de divergencia descendía en 1 en 100, pero se trabajaba mediante tracción a caballo, complementada ocasionalmente con locomotoras. Las dos líneas tenían el mismo ancho que la línea de Dundee y, en efecto, se trabajaban como ramas de la misma línea. Marshall observa que "ninguna de las dos líneas fue ... exitosa en atraer nuevos negocios".
El Dundee Weekly News del 5 de noviembre de 1898 publicó un informe de William M'Intosh, quien declaró que desde 1837 hasta aproximadamente 1841, durante los días de viento, se amarraba una lona al final del vagón de pasajeros, impulsándolo con la energía del aire a velocidades de 10 a 20 millas por hora (16,1 a 32,2 km/h).

### Más problemas financieros
En 1841, Dundee y Newtyle habían alquilado la línea Coupar Angus, pero descubrieron que no podían pagar el alquiler.
Hacia fines de 1844, la compañía estaba explorando medios para arrendar la línea, pero esto tampoco tuvo éxito. Finalmente, en 1846, el  Dundee and Perth Railway acordó arrendar la línea, probablemente para mantener fuera al  Scottish Midland Junction Railway. Esto fue autorizado por la Ley (Enmienda) de Ferrocarriles de Dundee y Perth del 27 de julio de 1846: la línea fue arrendada a Dundee y Perth por 999 años por £ 1,400 por año.

### Bajo el Ferrocarril de Dundee y Perth
El contrato de arrendamiento entró en vigor a partir de octubre de 1846. El Ferrocarril de Dundee y Perth (D&PR) tardó algún tiempo en evaluar su nueva propiedad, pero en 1847 obtuvo la "Ley del Ferrocarril de Dundee y Newtyle (Ampliación, Modificación y Mejora)" del 2 de julio de 1847, que permitió la extensión fuera del Túnel de la Ley y la construcción de un desvío para evitar la pendiente de Balbeuchly. Estos trabajos en realidad no se llevaron a cabo en esta etapa, aunque en 1849 se acometió la conversión de ancho de vía al ancho estándar. La línea se cerró en octubre de 1849 para que se llevaran a cabo las obras. Se aprovechó la oportunidad para ampliar las curvas más cerradas. Las locomotoras "Earl of Airlie", "Lord Wharnclife" y "Trotter" se convirtieron al nuevo ancho, pero la "John Bull" se vendió a unos contratistas.

### El Ferrocarril Midland Junction Escocés
El Ferrocarril Midland Junction Escocés (en inglés, Scotish Midland Junction Railroad, abreviado como SMJR) fue autorizado en 1845 para construir una línea ferroviaria principal de Perth a Forfar, uniéndose al Ferrocarril de Arbroath y Forfar con el propósito de poder acceder finalmente a Aberdeen. Su ruta prevista a través de Strathmore significaba que los trayectos del "Ferrocarril de Newtyle y Coupar Angus" y del "Ferrocarril de Newtyle y Glammiss" se encontraban directamente en el recorrido principal. El SMJR adquirió estos dos pequeños ferrocarriles y los cerró para actualizarlos a los estándares de la línea principal y habilitar una doble vía. La sección de Eassie a Glamis cerró en julio de 1846, y el resto de esa línea cerró en octubre de 1847. Por su parte, la línea de Coupar Angus se cerró en noviembre de 1847. El SMJR abrió de Perth a Forfar el 2 de agosto de 1848; y se puso en servicio una corta línea de conexión en Meigle para unir las dos rutas.

### Eliminación de los planos inclinados

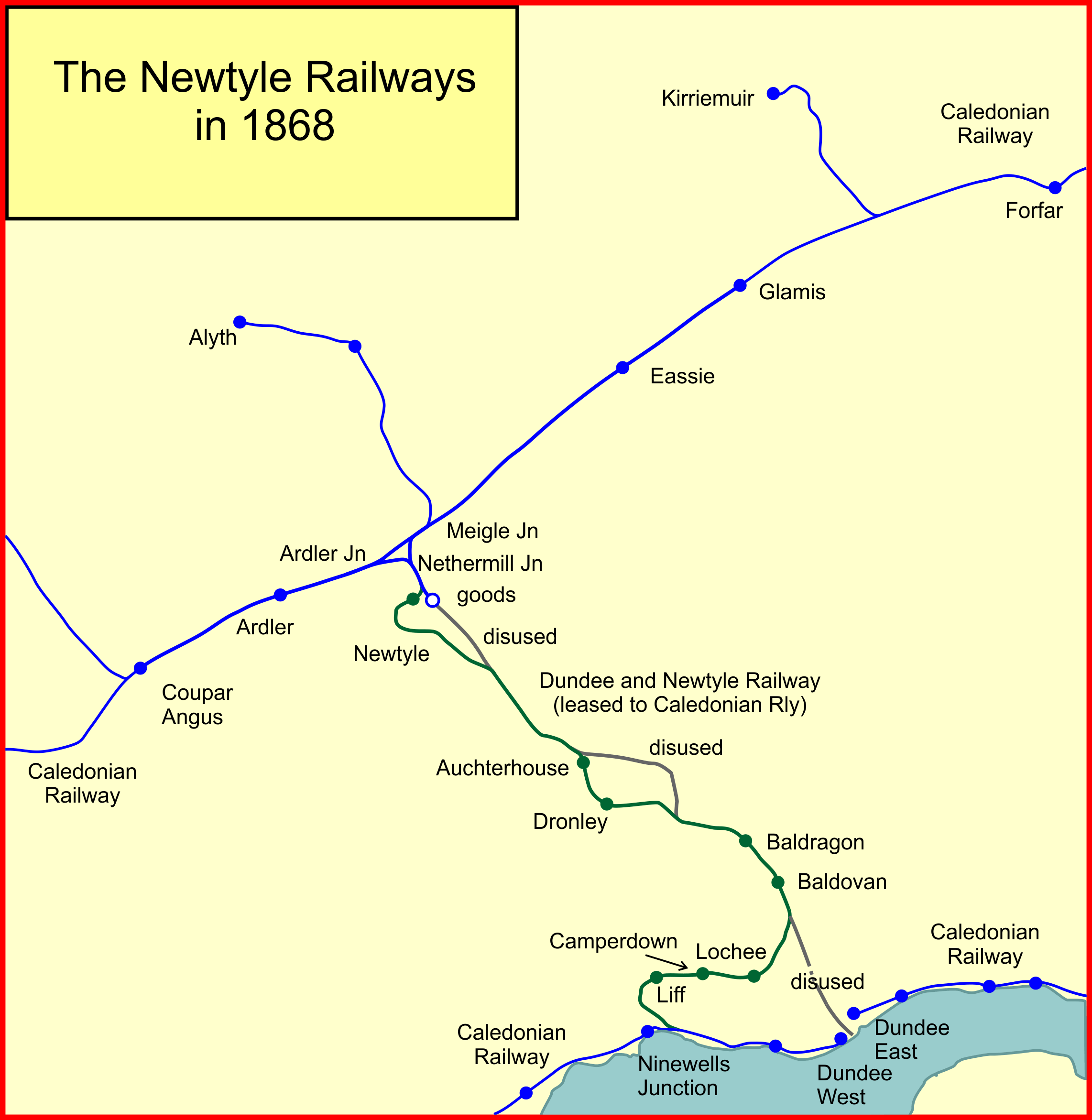
Las líneas del Newtyle en 1868

Volviendo a la línea de Dundee y Newtyle, se obtuvo una ley el 21 de julio de 1859 para construir ramales de derivación. La pendiente de Balbeuchly se evitó mediante la construcción de un tramo desde Rosemill hasta Auchterhouse; tenía una nueva estación en Dronley y la estación de Auchterhouse fue reubicada. Se inauguró el 1 de noviembre de 1860. El "desvío de Lochee" se extendió desde Ninewells Junction hasta Fairmuir Junction, abriéndose el 10 de junio de 1861. Este largo rodeo hacia el oeste evitó el túnel y la pendiente de The Law, y dio un mejor acceso al puerto a través de Dundee y la Estación de Perth en Union Street. Se cerraron las estaciones de Crossroads y Ward, y se abrieron nuevas estaciones en el desvío de Lochee, como Lochee West y Liff.
Por el momento, el plano inclinado de Newtyle continuó en uso, hasta que el Ferrocarril Central Escocés (SCR) se hizo cargo de la línea de Dundee y Perth en 1863. El nuevo propietario obtuvo la autorización en 1864 para construir una nueva línea más allá de Hatton hasta una nueva estación en Newtyle. De hecho, el Ferrocarril Caledonian absorbió al SCR en 1865, y el trabajo no se completó hasta el 31 de agosto de 1868. La estación de Newtyle original se mantuvo como depósito de mercancías.

### Fairmuir y Maryfield
Hacia las últimas décadas del siglo XIX, Dundee se había expandido hacia el norte y se había incrementado la demanda de instalaciones industriales en esa parte del burgo. En 1885 se abrió un pequeño ramal a una estación de mercancías situada en Fairmuir, ubicada en el ángulo formado entre Clepington Road y Strathmartine Road. Salía de la línea principal en Fairmuir Junction, un poco al oeste del plano inclinado original, y cruzaba esa ruta. Fairmuir Junction se alineó para permitir el paso desde Dundee hasta Fairmuir.
En 1890, la sucursal se extendió hacia el este, hasta alcanzar Maryfield, otra estación de mercancías ubicada entre Mains Loan y Clepington Road.

### sigloXX
Las tres líneas del Newtyle se habían concebido para transportar materiales y pasajeros entre Dundee y Strathmore. Las líneas de Coupar Angus y de Glamis eran ahora parte de la línea principal entre Perth y Aberdeen, y la importancia del tráfico hacia y desde Dundee se redujo mucho: Newtyle y las otras ubicaciones de la línea eran simplemente pequeños asentamientos rurales (Newtyle tenía una población de 1139 habitantes en 1861, 883 en 1921 y 766 en 1981). En los primeros años del siglo XX, Dundee estaba creciendo en importancia y tamaño, y viajar al trabajo en tren era cada vez más frecuente. Sin embargo, la línea de Newtyle daba amplios rodeos para evitar los planos inclinados y los trenes eran lentos y tenían bajas frecuencias de paso. Cuando se introdujeron los tranvías de pasajeros que circulaban por la calle, absorbieron gran parte del tráfico de pasajeros de la línea, y comenzó el declive. El Ferrocarril Caledonian, como propietario de la línea, era un componente del nuevo Ferrocarril de Londres Midland y Escocés bajo el Ley de Ferrocarriles de 1921, y la antigua línea, cuyo recorrido estaba alejado de núcleos de población significativos, tuvo cada vez menos relevancia.
En 1948 fue nacionalizado, y el transporte por carretera se volvió más eficiente y más barato, de forma que el tráfico del ferrocarril disminuyó aún más. Los trenes de pasajeros entre Dundee y Newtyle cesaron el 1 de octubre de 1955. El tramo de Newtyle a Auchterhouse se cerró al tráfico de mercancías el 5 de mayo de 1958 y toda la línea se cerró el 6 de noviembre de 1967.
La línea principal de Strathmore siguió utilizándose como ruta rápida entre Perth y Aberdeen; el cierre de las estaciones intermedias simplificó el funcionamiento del tren expreso. Las locomotoras Pacific aerodinámicas de la clase A4 fueron desplazadas de los servicios expresos de pasajeros de la línea principal de la costa este por locomotoras diésel, aunque encontraron acomodo para prestar su servicio final durante algunos años en la década de 1960, tirando de trenes expresos en las tres horas de recorrido desde Glasgow a Aberdeen. Est servicio comenzó el 18 de junio de 1962 y continuó hasta el 14 de septiembre de 1966. La racionalización impuesta después del Plan Beeching dio como resultado que solo se mantuviera una ruta entre el centro de Escocia y Aberdeen: la ruta a través de Dundee y Arbroath. La ruta de Strathmore, entre Stanley (norte de Perth) y Kinnaber Junction (norte de Montrose) se cerró el 3 de abril de 1967 para el transporte de mercancías y el 3 de septiembre de 1967 para el tráfico de pasajeros. Algunos servicios de carga esporádicos a Brechin y Forfar continuaron durante algunos años.

## Topografía
La línea ferroviaria original de Dundee y Newtyle se inauguró el 16 de diciembre de 1831 en los tramos nivelados superiores, y no abrió por completo hasta el 3 de abril de 1832. Todavía no se habían establecido estaciones formales, y se realizaban paradas para los pasajeros donde convenía; en muchos casos se les denominó "lugares adjuntos". Los nombres utilizados cambiaban de vez en cuando. Balbeuchly se deletreó Balbeuchley localmente en ciertos momentos.
Primera línea principal de Dundee y Newtyle:
- Newtyle; inaugurada el 3 de abril de 1832; cerrada el 31 de agosto de 1868;
- Hatton; inaugurada el 16 de diciembre de 1831; cerrada en octubre de 1965;
- Plano inclinado de Hatton;
- Auchterhouse; inaugurada el 16 de diciembre de 1831; cerrada el 1 de noviembre de 1860;
- Balbeuchly (parte superior del plano inclinado); inaugurada el 16 de diciembre de 1831; cerrada el 1 de noviembre de 1860;
- "Plano inclinado de Balbeuchly";
- Balbeuchly (parte inferior); cerrada en julio de 1855;
- Baldragon; inaugurada el 16 de diciembre de 1831; cerrada el 1 de enero de 1917; reabierta el 1 de febrero de 1919; cerrada el 10 de enero de 1955;
- Lugar anexo de Flour Depot St Mary's Road; inaugurado el 16 de diciembre de 1831; pronto pasó a llamarse Baldovan; rebautizada como Baldovan y Downfield en 1905; cerrada el 10 de enero de 1955;
- Plano Inclinado de The Law; ocasionalmente también se conoce como Top of Law y Cross Roads; inaugurada el 16 de diciembre de 1831; cerrada en julio de 1855;
- West Ward; conocida como Dundee Ward y Ward Street; inaugurada el 3 de abril de 1832; cerrada el 10 de junio de 1861;
- Puerto de Dundee; solo mercancías.

Dundee y Newtyle (Ferrocarril Caledonian) después de la apertura de los desvíos:
- Newtyle; nueva estación abierta el 31 de agosto de 1868; cerrada el 10 de enero de 1955;
- Auchterhouse; inaugurada el 1 de noviembre de 1860;
- Dronley; inaugurada el 1 de noviembre de 1860; cerrada el 10 de enero de 1955;
- Baldragon; véase más arriba;
- Baldovan; véase Depósito de Flour arriba;
- Cruce de Fairmuir;
- Lochee; inaugurada el 10 de junio de 1861; cerrada el 10 de enero de 1955;
- Victoria; inaugurada el 10 de junio de 1861; rebautizada Camperdown en 1862; rebautizada como Lochee West en 1896; cerrada el 1 de enero de 1917;
- Liff; inaugurada el 10 de enero de 1861; cerrada el 10 de enero de 1955;
- Cruce de Ninewells; convergiendo con la línea de Perth a Dundee.

Ferrocarril de Newtyle y Coupar Angus:
- Coupar Angus; inaugurada el 24 de febrero de 1837; cerrada el 6 de septiembre de 1847; reabierta el 2 de agosto de 1848; cerrada el 4 de septiembre de 1967
- Ardler; inaugurada el 24 de febrero de 1837; cerrada el 6 de septiembre de 1847; reabierta el 2 de agosto de 1848; cerrada el 11 de junio de 1956;
- Washington; inaugurada el 24 de febrero de 1837; cerrada el 6 de septiembre de 1847;
- Ardler Junction;
- "Cruce de la Factoría de Nethermill";
- Newtyle; Estación de Dundee y Newtyle (véase más arriba).

Ferrocarril de Newtyle y Glammiss:
- Newtyle; Ferrocarril de Dundee y Newtyle (véase más arriba);
- "Cruce de la Factoría de Nethermill";
- Cruce de Meigle;
- Meigle; inaugurada en 1861; rebautizada Alyth Junction 1876; cerrada el 4 de septiembre de 1967;
- Kirkinch; inaugurada el 4 de junio de 1838; cerrada en 1847;
- Leason Hill; inaugurada el 4 de junio de 1838; cerrada en 1847;
- Eassie; inaugurada el 4 de junio de 1838; cerrada en octubre de 1847; reabierta el 2 de agosto de 1848; cerrada el 11 de junio de 1956;
- Glammiss; inaugurada el 4 de junio de 1838; el nombre cambió a Glamis en una fecha incierta; cerrada en julio de 1846; reabierta el 2 de agosto de 1848; cerrada el 11 de junio de 1956.[9][11]

## Archivos
Los archivos de la Dundee and Newtyle Railway Company, incluidos sus libros de actas, están a cargo del Servicio de Archivos de la Universidad de Dundee.
La misma institución también conserva los artículos de investigación del profesor Stanley Jones relacionados con el ferrocarril y los artículos recopilados sobre la historia del ferrocarril por el difunto Tom Craigie.

## Lecturas relacionadas
- Whishaw, Francis (1842). The Railways of Great Britain and Ireland Practically Described and Illustrated (2nd edición). London: John Weale. pp. 83-88. OCLC 833076248.